# Філологічний факультет СПбДУ
Філологічний факультет Санкт-Петербурзького державного університету - один із найбільших мовних факультетів у Росії та світі.  У його складі знаходиться одна з трьох кафедр класичної філології в Росії, поряд з факультетами МДУ та РДГУ.

## Будівля
Факультет розташований у будівлі Палацу Петра II, збудованому в 1717-1727 роках за проектом  Д.Трезіні.  У цьому будинку також розташований Східний факультет, на якому ведеться викладання східних мов.

## Історія
Факультет історичних та словесних наук, попередник нинішнього філологічного факультету, був створений у 1819 р.  У його складі була кафедра російської словесності.  У 1850 році історико-філологічне відділення було перетворено на історико-філологічний факультет, який існував до 1919 року.  Тоді гуманітарні факультети 1-го університету Петрограду були об'єднані в факультет суспільних наук (ФОН).  Філологія викладалася на етнологологічному відділенні ФОН.  1925 року ФОН реорганізовано на факультет мовознавства та матеріальної культури («Ямфак»).  1929 року перейменований на історико-лінгвістичний факультет.
З 1930 року гуманітарні науки виводяться з ЛДУ до спеціального вузу - Ленінградський інститут лінгвістики та історії (ЛІЛІ, пізніше ЛІФЛІ).
У 1937 році на базі лінгвістичного та літературного факультетів ЛІФЛІ було створено філологічний факультет ЛДУ.
У 1949 році піддався ідеологічному чищенню під час антикосмополітичної кампанії, були заарештовані одні і змушені звільнитися інші вчені.
З 2001 року заслуженим вченим факультету присуджується звання «Почесний професор СПбДУ».  Наразі його удостоєно: д.філ.н.  Ю. В. Відкупників (2001), д.філ.н Г. А. Ліліч (2003), д.філ.н.  Г. Н. Акімова (2004), д.філ.н.  Л. В. Бондарко (2007), д.філ.н.  К. А. Рогова (2008), д.філ.н.  Л. А. Вербицька (2011), д.філ.н.  А. С. Герд (2013) та д.філ.н.  В. В. Колесов (2018).
У 2007 році факультет отримав нове ім'я - факультет філології та мистецтв, але вже через три роки, 15 березня 2010 року, факультету було повернуто колишню назву.  Того ж дня розпочав роботу новий факультет мистецтв, який відокремився від філологічного факультету.